# Gymnocalycium baldianum
Gymnocalycium baldianum là một loài thực vật có hoa trong họ Cactaceae. Loài này được (Speg.) Speg. mô tả khoa học đầu tiên năm 1925.

## Hình ảnh

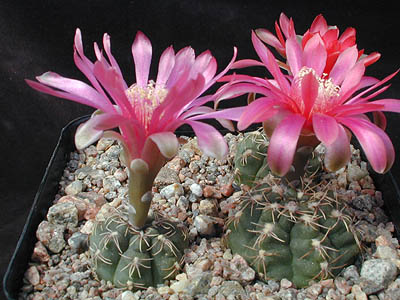
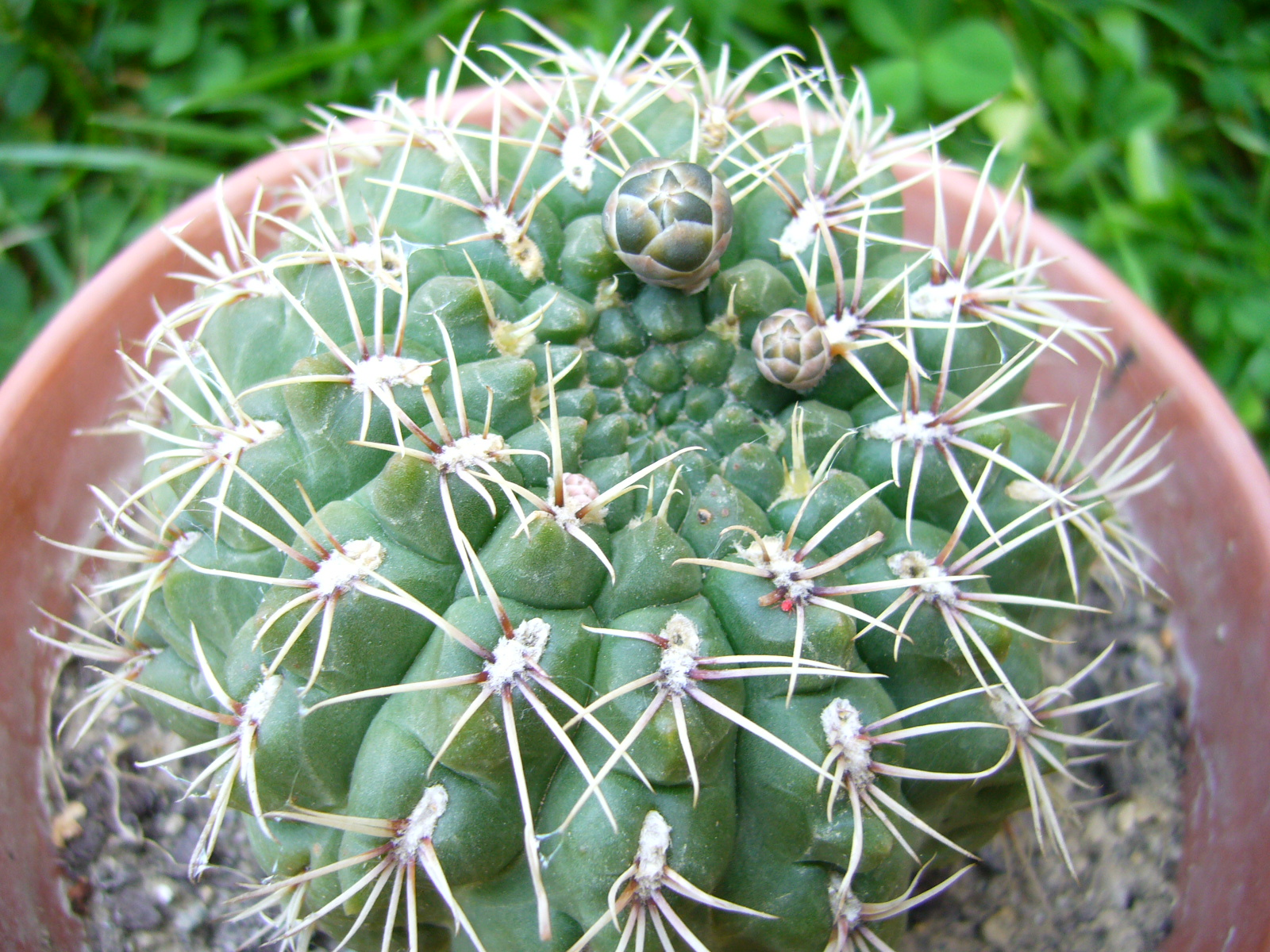
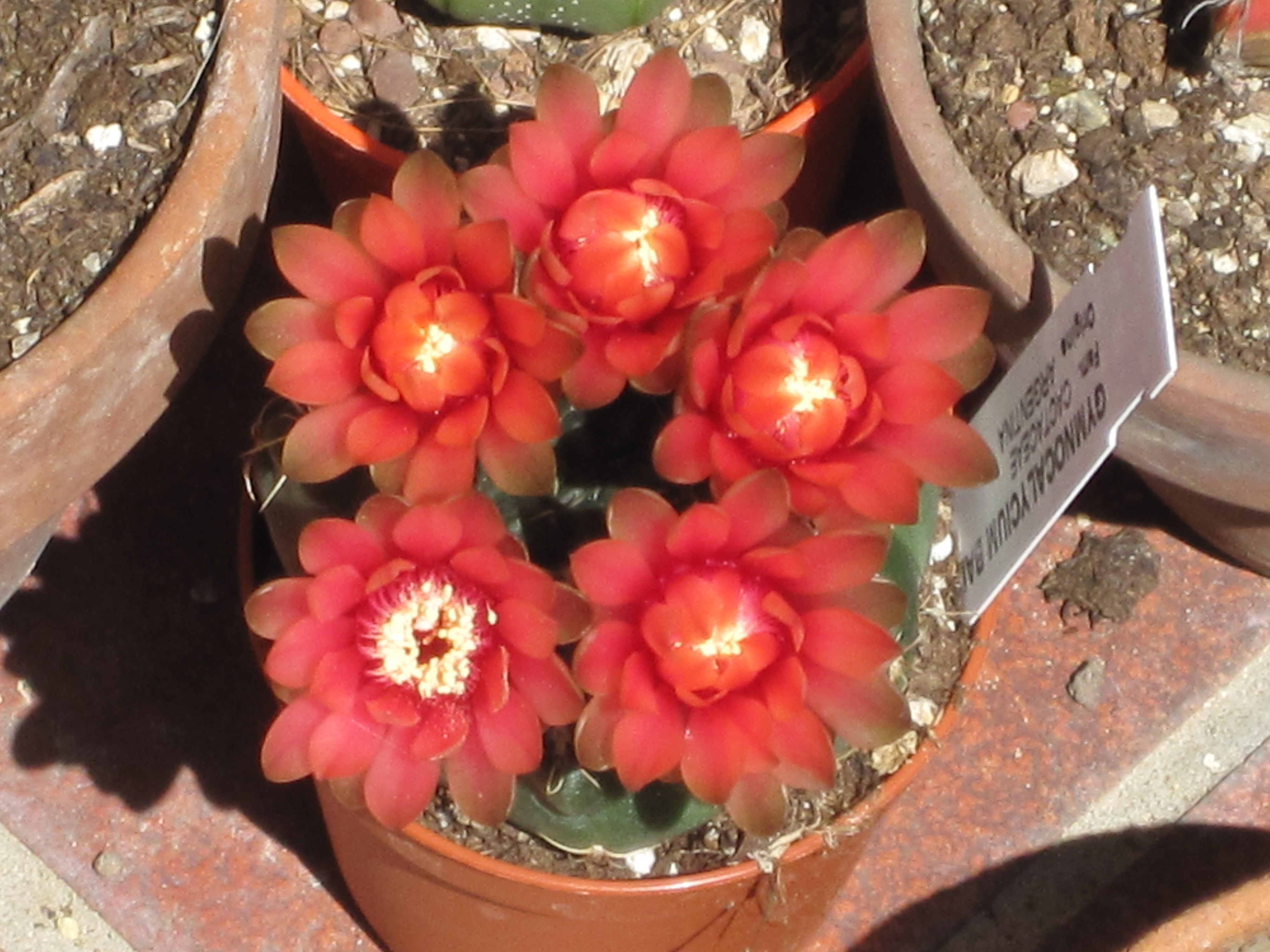
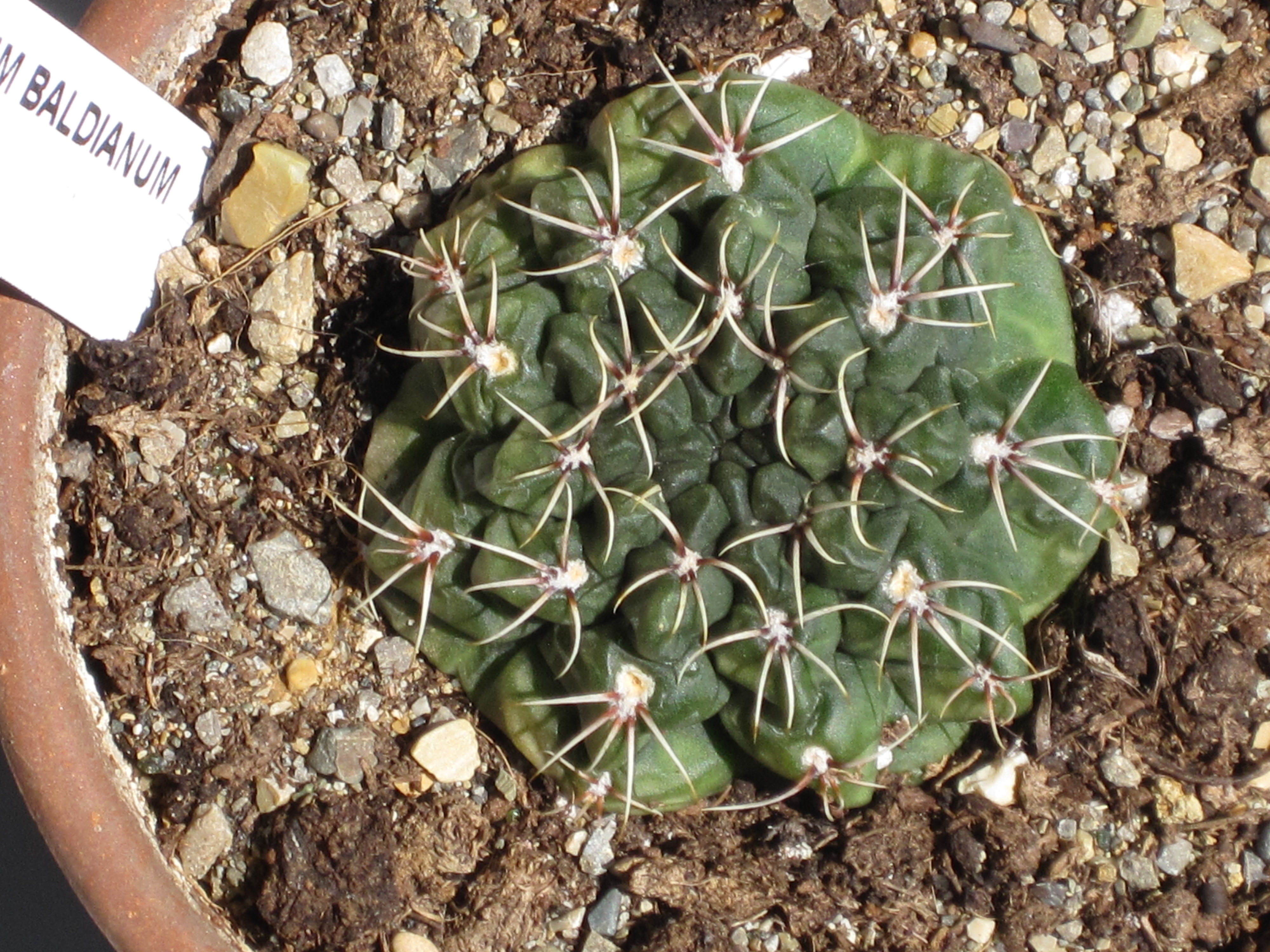